# Okręty francuskie pod polską banderą

Bandera Polskiej Marynarki Wojennej

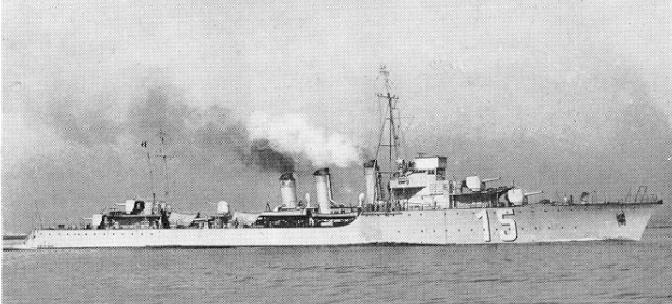
Niszczyciel „Ouragan”

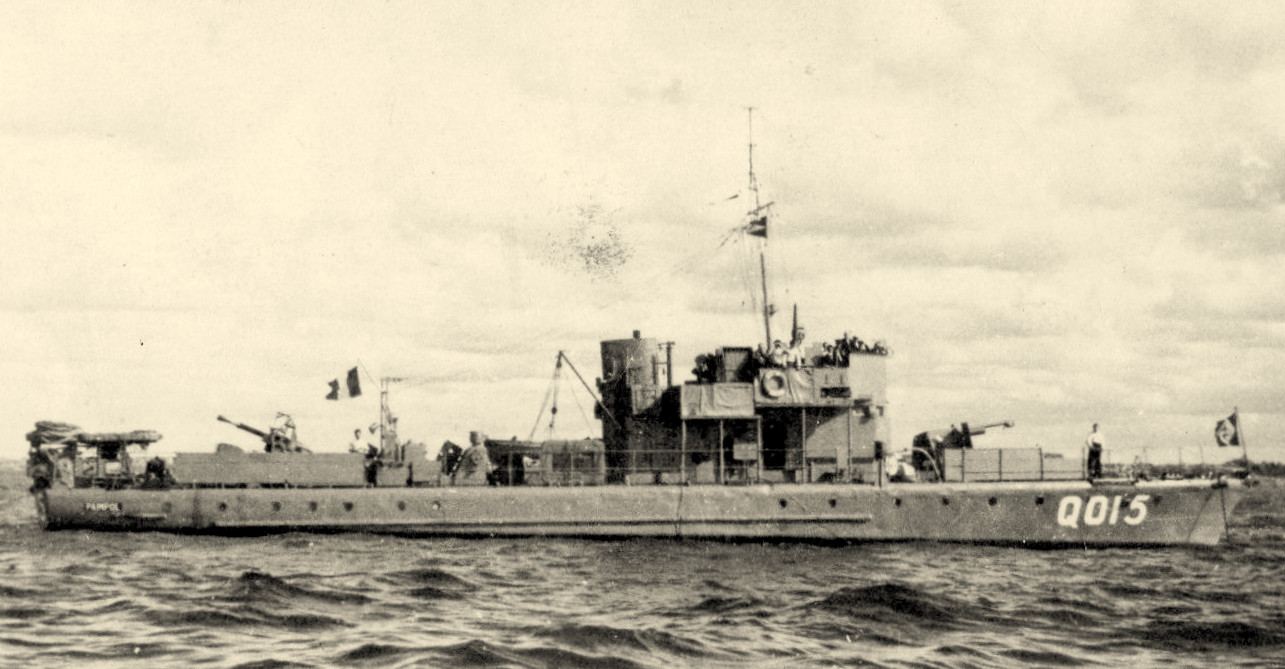
Ścigacz okrętów podwodnych „Ch 15”

Okręty francuskie pod polską banderą – lista byłych francuskich okrętów przekazanych Polsce przez Brytyjczyków po upadku Francji w 1940 roku.  Po klęsce Francji w czerwcu 1940 około 100 okrętów Francuskiej Marynarki Wojennej schroniło się w Wielkiej Brytanii. Dowództwo francuskie podporządkowało się rządowi marszałka Philippe’a Pétaina i wydało rozkaz przejścia tych jednostek do portów w Afryce Północnej, jednakże Brytyjczycy w nocy z 2 na 3 lipca 1940 siłą przejęli okręty w ramach operacji „Catapult”. Załogi, które nie podporządkowały się Wolnym Francuzom, zostały internowane, a następnie repatriowane do Francji Vichy.
Z braku ludzi chętnych do walki (zaledwie 20 oficerów i około 500 podoficerów i 15 tysięcy marynarzy), część jednostek została przekazana innym państwom alianckim, w tym pięć z nich Polskiej Marynarce Wojennej. Początkowo miało to być sześć jednostek ale pancernik „Paris” zaproponowany naszej marynarce nie został przyjęty z powodu braku rezerw kadrowych Polskiej Marynarki Wojennej, nieopłacalności remontu starej, zużytej jednostki i jej niewielkiej wartości bojowej. 
Okręty francuskie pod polską banderą pływały z polskimi załogami pod oznaczeniem OF (Okręt Francuski) zamiast ORP (Okręt Rzeczypospolitej Polskiej). Po pewnym czasie były zwracane Brytyjczykom i Wolnym Francuzom. Okręty te to:
- niszczyciel: 
  - „Ouragan” (18 lipca 1940 – 30 kwietnia 1941)
- ścigacze okrętów podwodnych (19 lipca 1940 – 5 albo 6 lutego 1941): 
  - „Ch 11”
  - „Ch 15”
- patrolowce: 
  - „Médoc” (18 lipca 1940; od 22 października 1940 pozostała na nim część polskiej załogi razem z dowódcą i pływał dalej pod trzema banderami – 26 listopada 1940 zatonął; zginęło trzech Polaków, w tym dowódca patrolowca, komandor porucznik dyplomowany Roman Stankiewicz)
  - „Pomerol” (18 lipca 1940 – 8 stycznia 1941).